# Flytjärnarna (Gräsmarks socken, Värmland, 666182-133354)
Flytjärnarna är en sjö i Sunne kommun i Värmland och ingår i Göta älvs huvudavrinningsområde.